# Лина, Медди
Медди Лина (фр. Méddy Lina; 11 января 1986, Лез-Абим, Гваделупа) — гваделупский футболист, защитник клуба «Булонь» и сборной Гваделупы.

## Карьера

### Клубная
Медди начал свою карьеру в гваделупских клубах «Ред Стар» и «Эволюкас».
Летом 2009 года перешёл во французский «Ванн», за который дебютировал в Лиге 2 30 августа. За два сезона защитник провёл лишь четыре матча, и в 2011 году перешёл в резервную команду «Кана», выступавшую в Насьональ 2.
С 2012 по 2017 Лина выступал за «Шербур», «Юзес пон дю Гар» и «Безье» в Насьональ.
Летом 2017 года защитник заключил контракт с «Булонью». Первую игру в новом клубе он провёл 4 августа. 16 февраля 2018 защитник отметился первым забитым мячом.

### В сборной
В 2008 году защитник дебютировал в сборной Гваделупы в товарищеской встрече со сборной Доминики. Был включён в заявку для участия в Золотом кубке КОНКАКАФ 2009. На турнире провёл только заключительную встречу группового этапа со сборной Мексики.